# (37397) 2001 XP47
2001 XP47 (asteroide 37397) é um asteroide da cintura principal. Possui uma excentricidade de 0.19218760 e uma inclinação de 8.42681º.
Este asteroide foi descoberto no dia 9 de dezembro de 2001 por LINEAR em Socorro.